# Tomská oblast
Tomská oblast (rusky То́мская о́бласть) je oblast Ruské federace. Nachází se na jihozápadě Západosibiřské roviny, v jižní části Sibiřského federálního okruhu. Hraničí s Krasnojarským krajem, Ťumenskou, Omskou, Novosibirskou, a Kemerovskou oblastí. Gubernátorem oblasti je od roku 1991 Viktor Kress.

## Historie
Vývoj oblasti začal již v 17. století. Samotné město Tomsk bylo založeno v roce 1604. Většina oblasti je pokryta lesy a bažinami tajgy, proto je jen stěží přístupná.
Tomská oblast vznikla 13. srpna 1944.

## Oblastní symboly

### Vlajka
Vlajka Tomské oblasti je tvořena bílý listem o poměru stran 2:3 s uprostřed umístěným velkým znakem oblasti. Znak oblasti zaujímá 1/3 listu, jedná se o francouzský štít o poměru stran 9:8 se zeleným polem. Na štítu je bílý kůň s červenýma očima a jazykem, běžící (heraldicky) vpravo. Štít je završen imperátorskou korunou a lemován zlatými, dubovými listy, svázanými bílo-zelenou stuhou.

## Geografie

### Řeky
- Ob, a její přítoky:
  - Tom
  - Čulym
  - Čaja
  - Keť
  - Parabel
  - Vasjugan
  - Tym

## Školství
V Tomské oblasti se nachází šest státních vysokých škol a 47 vědeckých institucí.

## Ekonomika
Tomská oblast je bohatá na nerostné suroviny, především na ropu, zemní plyn, železné a barevné kovy, rašelinu a podzemní vody. Mezi významné zdroje patří také lesy. Okolo 20 % Západosibiřského lesa se nachází právě v Tomské oblasti. Získávání ropy a těžba dřeva jsou hlavními zdroji příjmů Tomské oblasti. Průmysl tvoří zhruba polovinu místního HDP, zatímco zemědělství 19 % a stavebnictví 13 %. Nejrozvinutějšími odvětvími průmyslu jsou chemický, ropný a strojní průmysl. Hlavními surovinami pro vývoz jsou ropa (62,1 %), methanol (30,2 %), a stroje a zařízení (4,8 %).
2. února 2007 zde padal oranžový sníh. Tento úkaz pravděpodobně způsobila pouštní bouře v Kazachstánu, ačkoli se původně mnozí domnívali, zda příčinou není jaderná havárie, nebo start rakety z kosmodromu Bajkonur. Takto zbarvený sníh ovšem není výjimkou, mnohé zprávy z jiných oblastí Ruska hovořili o červeném, modrém, zeleném, či černém sněhu.

## Obyvatelstvo
- Porodnost (stav 2008): 12,90 (vyšší, než národní průměr; o 7,97 % vyšší než v roce 2007)
- Úmrtnost (stav 2008): 13,0 (nižší než národní průměr)

Hlavní etnika (stav 2002):
- Rusové (90,8 %)
- Tataři (1,9 %)
- Ukrajinci (1,6 %)
- Němci (1,3 %)
- Bělorusové (0,5 %)
- Ázerbájdžánci (0,4 %)

Velká města:
- Tomsk 496 500
- Seversk 107 100 (Uzavřené město)
- Streževoj 44 400
- Asino 27 300
- Kolpaševo 25 500